# 奧巴斯區
9°46′16″S 76°39′49″W / 9.7710°S 76.6635°W
奧巴斯區（西班牙語：Distrito de Obas），是秘魯的一個區，位於該國中部瓦努科大區的亞羅維爾卡省，始建於1857年1月2日，面積123.2平方公里，海拔高度3,526米，2005年人口6,266，人口密度每平方公里51人。